# Моложевка
Моложевка — пограничная река, протекает по территории уезда Пылвамаа Эстонии и Печорского района Псковской области РФ соответственно
. Впадает в Псковское озеро. Длина реки составляет 14 км, из них около 6 км по середине реки проходит государственная граница России и Эстонии.

## География и гидрология
На российской территории от истоку к устью на реке расположены следующие населённые пункты: Хингла, Валдино, Ведерниково, Ступино, Серпово Лядинка, Вертушкино, Моложва, Килинец, Крупп и Исад.
На эстонской территории ближайшие населённые пункты: Самарина, Паттина, Литвина, Саатсе.

## Данные водного реестра
По данным государственного водного реестра России относится к Балтийскому бассейновому округу, водохозяйственный участок реки — Водные объекты бассейна оз. Чудско-Псковское без р. Великая. Относится к речному бассейну реки Нарва (российская часть бассейна).
Код объекта в государственном водном реестре — 01030000312102000029552.